# Seven Femenino de Dubái 2021
El Seven Femenino de Dubái de 2021 fue la décima edición del torneo de rugby 7 y fue el primer torneo de la Serie Mundial Femenina de Rugby 7 2021-22.
Se disputó en el The Sevens Stadium de la ciudad de Dubái, Emiratos Árabes Unidos.

## Formato
Los equipos se dividirán en dos grupos de cinco equipos cada uno, en los cuales los equipos se enfrentaran todos contra todos.
Cada victoria otorgó 3 puntos, cada empate 2 y cada derrota 1.
La fase final consistirá en un partido por equipo dependiendo del puesto en que hayan clasificado en la fase de grupos, los primeros de cada grupo clasificaran a la final, los segundos a la definición del tercer puesto y así sucesivamente.

## Equipos
| América - Brasil - Canadá - Estados Unidos Oceanía - Australia - Fiyi | Europa - España - Francia - Gran Bretaña - Irlanda - Rusia |

## Fase de grupos
|  | Avanzan a la final. |

### Grupo A
| Pos | Países         | Partidos | Partidos | Partidos | Tantos | Tantos | Tantos | Pts |
| Pos | Países         | G        | E        | P        | PF     | PC     | DP     | Pts |
| --- | -------------- | -------- | -------- | -------- | ------ | ------ | ------ | --- |
| 1   | Australia      | 4        | 0        | 0        | 141    | 32     | +109   | 12  |
| 2   | Francia        | 2        | 0        | 2        | 98     | 69     | +29    | 8   |
| 3   | Brasil         | 2        | 0        | 2        | 64     | 86     | −22    | 8   |
| 4   | Estados Unidos | 2        | 0        | 2        | 56     | 88     | −32    | 8   |
| 5   | España         | 0        | 0        | 4        | 24     | 108    | −84    | 4   |

| 26 de noviembre | Australia | 45 - 5 | Estados Unidos |  |  |

| 26 de noviembre | Francia | 31 - 0 | España |  |  |

| 26 de noviembre | Australia | 34 - 0 | España |  |  |

| 26 de noviembre | Francia | 26 - 21 | Brasil |  |  |

| 26 de noviembre | Brasil | 26 - 12 | España |  |  |

| 26 de noviembre | Francia | 19 - 24 | Estados Unidos |  |  |

| 27 de noviembre | Estados Unidos | 17 - 12 | España |  |  |

| 27 de noviembre | Australia | 38 - 5 | Brasil |  |  |

| 27 de noviembre | Estados Unidos | 10 - 12 | Brasil |  |  |

| 27 de noviembre | Francia | 22 - 24 | Australia |  |  |

### Grupo B
| Pos | Países       | Partidos | Partidos | Partidos | Tantos | Tantos | Tantos | Pts |
| Pos | Países       | G        | E        | P        | PF     | PC     | DP     | Pts |
| --- | ------------ | -------- | -------- | -------- | ------ | ------ | ------ | --- |
| 1   | Fiyi         | 3        | 0        | 1        | 103    | 70     | +33    | 10  |
| 2   | Rusia        | 3        | 0        | 1        | 65     | 46     | +19    | 10  |
| 3   | Gran Bretaña | 3        | 0        | 1        | 67     | 57     | +10    | 10  |
| 4   | Canadá       | 1        | 0        | 3        | 64     | 86     | −22    | 6   |
| 5   | Irlanda      | 0        | 0        | 4        | 49     | 89     | −40    | 4   |

| 26 de noviembre | Gran Bretaña | 12 - 7 | Rusia |  |  |

| 26 de noviembre | Fiyi | 28 - 12 | Irlanda |  |  |

| 26 de noviembre | Gran Bretaña | 26 - 15 | Irlanda |  |  |

| 26 de noviembre | Fiyi | 28 - 26 | Canadá |  |  |

| 26 de noviembre | Canadá | 21 - 17 | Irlanda |  |  |

| 26 de noviembre | Fiyi | 19 - 27 | Rusia |  |  |

| 27 de noviembre | Rusia | 14 - 5 | Irlanda |  |  |

| 27 de noviembre | Gran Bretaña | 24 - 7 | Canadá |  |  |

| 27 de noviembre | Rusia | 17 - 10 | Canadá |  |  |

| 27 de noviembre | Fiyi | 28 - 5 | Gran Bretaña |  |  |

## Fase Final

### Noveno puesto
| 27 de noviembre | España | 14 - 31 | Irlanda |  |  |

### Séptimo puesto
| 27 de noviembre | Estados Unidos | 17 - 7 | Canadá |  |  |

### Quinto puesto
| 27 de noviembre | Brasil | 21 - 22 | Gran Bretaña |  |  |

### Tercer puesto
| 27 de noviembre | Francia | 40 - 0 | Rusia |  |  |

### Final
| 27 de noviembre | Australia | 22 - 7 | Fiyi |  |  |

| Bandera de Australia   |
| Campeón Australia      |
| 1º título del circuito |